# اقتشري (زياران)
اقتشری (بالفارسية: آقچری) هي قرية تقع في إيران في قسم زیاران الریفي. يقدر عدد سكانها بـ 111 نسمة .